# Уизеринг, Уильям
Уильям Уизеринг (англ. William Withering; 17 [28] марта 1741, Веллингтон — 6 октября 1799, Бирмингем, Уорикшир) — английский ботаник, миколог, геолог, химик и врач.      

## Биография
Уильям Уизеринг родился 17 марта 1741 года. В 1762 году в возрасте 21 года поступил в Эдинбургский университет. В 1775 году Уизеринг открыл дигиталис — сердечное средство, которое было оценено Боткиным как самое драгоценное, которым когда-либо обладала терапия. 
Воспользовавшись списком из 20 трав, которые будто бы применяла знахарка графства Шропшир, Уильям Уизеринг решил проверить их действие. Результатом этого эксперимента было открытие наперстянки, или дигиталиса, способного возвращать умирающему человеку жизнь. Уильям Уизеринг умер в городе Бирмингем в октябре 1799 года в возрасте 58 лет.    

## Научная деятельность
Уильям Уизеринг специализировался на папоротниковидных, Мохообразных, водорослях, семенных растениях и на микологии.  

## Публикации
- 1766: Dissertation on angina gangrenosa[9].
- 1773: Experiments on different kinds of Marle found in Staffordshire. Phil Trans. 63: 161—2[9].
- 1776: A botanical arrangement of all the vegetables growing in Great Britain... (two volumes) Publ Swinney, London[9].
- 1779: An account of the scarlet fever and sore throat, or scarlatina; particularly as it appeared at Birmingham in the year 1778. Publ Cadell London[9].
- 1782: An analysis of two mineral substance, vz. the Rowley rag-stone and the toad stone.  Phil Trans 72: 327—36[9].
- 1783: Outlines of mineralogy.  Publ Cadell, London (a translation of Bergmann's Latin original)[9].
- 1784: Experiments and observations on the terra ponderosa. Phil trans 74: 293—311[9].
- 1785: An account of the foxglove and some of its medical uses; with practical remarks on the dropsy, and some other diseases. Publ Swinney, Birmingham[9].
- 1787: A botanical arrangement of British plants...  2nd ed. Publ Swinney, London[9].
- 1788: Letter to Joseph Priestley on the principle of acidity, the decomposition of water. Phil Trans 78: 319—330[9].
- 1790: An account of some extraordinary effects of lightning.  Phil Trans 80: 293—5[9].
- 1793: An account of the scarlet fever and sore throat...  2nd ed Publ Robinson, London[9].
- 1793: A chemical analysis of waters at Caldas[9].
- 1794: A new method for preserving fungi, ascertained by chymical experiments. Trans Linnean Soc 2: 263—6[9].
- 1795: Analyse chimica da aqua das Caldas da Rainha.  Lisbon (a chemical analysis of the water of Caldas da Rainha)[9].
- 1796: Observations on the pneumatic medicine. Ann Med 1: 392—3[9].
- 1796: An arrangement of British plants...  3rd ed. Publ Swinney, London[9].
- 1799: An account of a convenient method of inhaling the vapour of volatile substances. Ann Med 3: 47—51[9].